# Bananenspin
De bananenspin (Heteropoda venatoria) is een spinnensoort behorend tot de jachtkrabspinnen (Sparassidae). De spin leeft in de subtropen en de tropen en komt voor in Oost-Azië (China, Japan, Singapore), Australië, op eilanden behorend tot Polynesië (bijvoorbeeld Hawaï), de Mascarenen, Zuid-Amerika, het Caribisch gebied alsook in het zuidoosten van de Verenigde Staten (met name Florida).
De vrouwtjes kunnen herkend worden aan het ietwat dikke lichaam. De mannetjes zijn slanker met langere poten. Beide geslachten zijn rood- tot grijsbruin met lichte beharing. Ze jagen 's nachts op insecten zoals kakkerlakken en zilvervisjes en worden daarom in veel huizen als een nuttige gast ervaren. De spin is ook aangetroffen in België en Nederland, voornamelijk door de bananenimport, waaraan de spin (althans in deze landen) haar naam heeft te danken.
De bananenspin kan tamelijk groot worden en een spanwijdte van wel dertien centimeter bereiken. Alhoewel het diertje er griezelig uitziet, is het erg schuw en het zal daarom bij menselijk contact zo snel mogelijk wegvluchten. Hoewel de spin niet gevaarlijk als zodanig wordt bestempeld, bezit ze toch een krachtig gif dat een bij de mens pijnlijke beet kan veroorzaken.

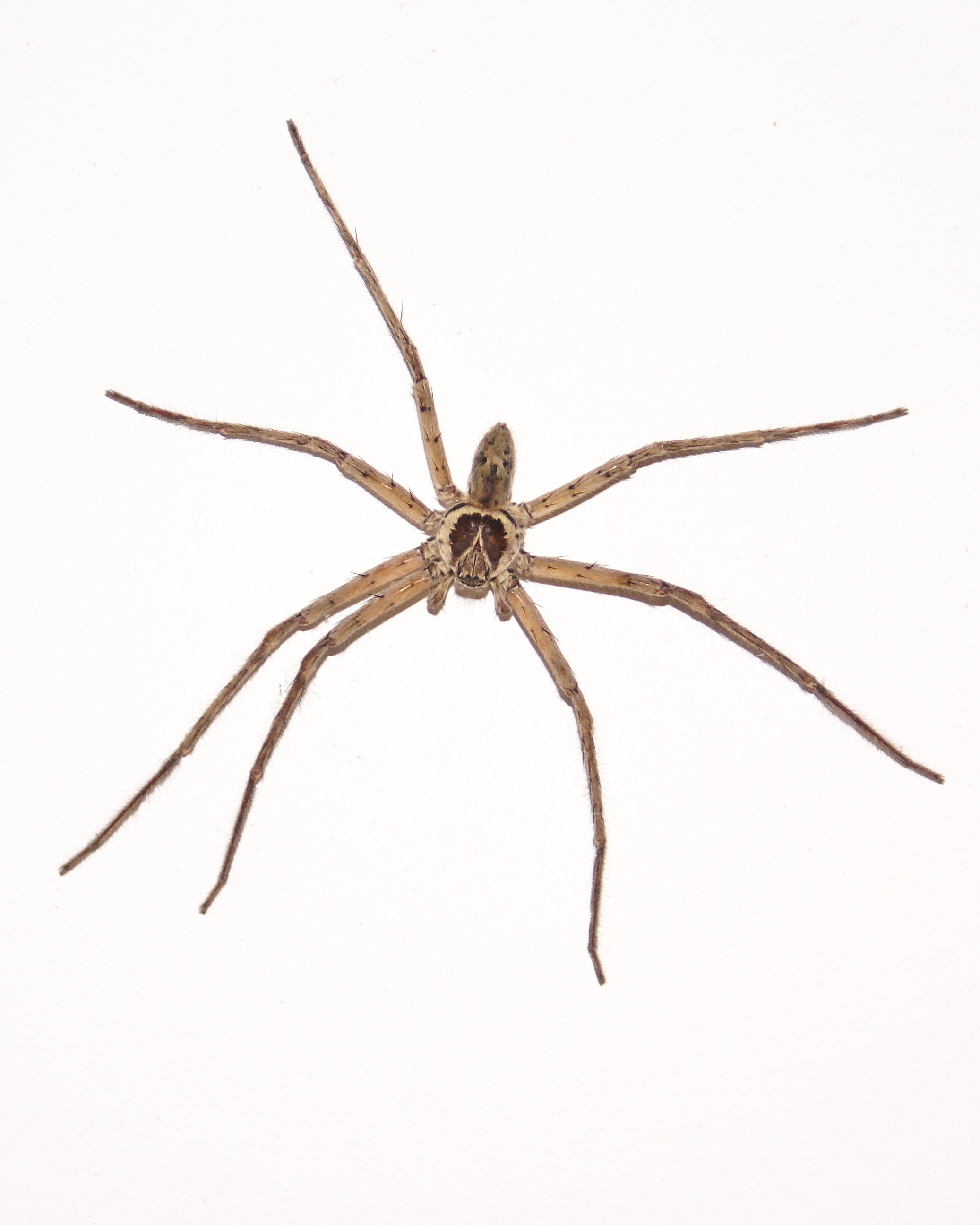
De bananenspin